# Gornji Grad – Medveščak
Gornji Grad – Medveščak Zágráb városnegyede Horvátországban, a főváros központi részén.

## Fekvése
Zágráb város legszűkebb központjának egy részén fekszik, ideértve a város központi terét a Jelačić-teret és az óvárost (Kaptol és Gradec). Délen a Donji grad kerülettel, keleten a Maksimirral, északon Podsljemével, nyugaton pedig Črnomereccel határos. A negyed területe észak-déli irányban valamivel hosszabb négyszöget alkot, egy nagyon kicsi déli rész kivételével teljes egészében Medvednica lejtőin húzódik. A Felsőváros történelmi városmagja mellett magában foglalja a Medvednica lejtőin fekvő Šalata és Tuškanac városrészeket, valamint a Pantovčak, Zelengaj, Tuškanac, Jelenovac-Vrhovec, Prekrižje, Orlovac és Remetski kamenjak parkerdőket. A negyed déli részét a 19. században építészetileg befejezett régi városközpont alkotja, amelyben a Felsőváros a Kaptollal és a Gradeccel dominál, mely egyben a mai Zágráb város központja is. A negyed központi és északi része városi villák és családi házak övezete. Itt fekszik az ország legnevezetesebb temetője a Mirogoj is.

## Története
A mai Gornji grad – Medveščak kerület, amelynek déli része megegyezik Zágráb város régi magjával, majdnem évezredes fejlődése két dombon kezdődött el, amelyeket a Medveščak-patak választott el egymástól. A patak a Medvednica lábától a mai Medvedgradska és a Tkalčićeva utcák mentén folyt a Száva felé. A keleti dombon Kaptol, a nyugatin pedig Gradec – Grič település alakult ki.
A zágrábi egyházmegyét I. László magyar király alapította 1094-ben, amikor a Kaptolon felépíttette az egyházmegye első székesegyházát a Szent István templomot. A székesegyház építése csak 123 év után, 1217-ben fejeződött be teljesen. Azóta a földrengések és tüzek okozta károk miatt többször felújították és bővítették. A mai végső formáját Bolle és Schmidt építészek tervei szerint csak 1895-ben nyerte el az 1880-as erős földrengés utáni rekonstrukcióval és átépítéssel. A 15. század második felében és a 16. század elején, a török veszély hatására a Kaptol körül védőfalakat és tornyokat építettek, melyek nagyrészt a mai napig megőrződtek. 1334-ben a zágrábi kanonokok a Kaptol (káptalan) jobbágyait a Kaptoltól északra, házaik közelében telepítették le. Így jött létre a Kaptol joghatósága alatt az a település, mely a mai Nova Ves utca a Vlaška Ves-szel és a többi mai utcával a Kaptol déli falai alatt alakult ki.
A zágrábi Gradec-dombon épült Gradecet IV. Béla király 1242-es oklevelében nyilvánította szabad királyi várossá. A város hűbérura a király volt. A polgárok többek között megkapták azt a jogot, hogy minden évben saját bírót válasszanak és önállóan irányítsák a városi életet. Joguk volt bekeríteni a városukat. Ennek megfelelően 1242 és 1266 között tornyokkal megerősített falakkal vették körbe a várost. A falak felépítésével a Gradec városi karaktert kapott. A domb alakját kísérve épített falak szabálytalan egyenlő szögű háromszög formájában veszik körül a várost. A háromszög északi csúcsán a Popov-torony áll, alapját pedig délen a Strossmayer-tér képezi. A városba négy főbb kapun keresztül lehetett belépni: nyugaton a Mesnička, északon a Nova, majd később Opatička, délen a Dverce, keleten pedig és Kamenita kapukon át. Közülük csak a Kamenita maradt fenn a mai napig.
A Felsőváros központi terén már a 13. században állt a Szent Márk templom. A templom eredetileg valamivel kisebb volt a mainál, a 14. század közepén vagy a 15. század elején újjáépítették vagy teljesen átépítették. A Szent Márk templom legértékesebb része a déli gótikus portál. A Szent Márk tér sarkán (a mai Ćirilometodska utca bejáratánál) már a középkorban állt a Városháza, a városi tanács székhelye, melyet később bővítettek, majd lebontották és újjáépítették. A mai Zágráb központi terének, a Josip Jelačić térnek a kialakulása 1641-ben kezdődött a Gradec és Kaptol alatti sík területen egy új vásártér létrehozásával, ahol a bővízű Manduševec forrás volt, amely után a tér az eredeti nevét kapta. Ekörül gyűlt össze az akkori zágrábi és vidéki „üzleti világ”. A későbbiekben a tér a Harmica nevet kapta. Körülötte fokozatosan épültek meg a házak és a hozzá vezető utcák.
A Gornji grad – Medveščak területe évszázadok óta a horvát történelem központi helye. Ennek köszönhetően, Zágrábnak ezen részén gyakorlatilag minden szegletnek jelentősége van. Különösen igaz ez a három leghíresebb térre: a Josip Jelačić bán térre, a Kaptolra és a Szent Márk térre. Ivan Kukuljević szerint sz első horvát nyelvű beszédet a Szent Márk téren a Szábor épületében mondták. Az első politikai áldozatok a Szent Márk téren estek a horvát függetlenség oltárán (1845. júliusi áldozatok). A legenda szerint a horvát parasztkirályt, Matija Gubecet is a Szent Márk téren koronázták meg az izzó koronával. Az első horvát rádióállomás 1926-ban a Szent Márk tértől sugározta adását, amely először játszotta a horvát nemzeti himnuszt. A Szent Márk téren fogadták el a szabad és független Horvátország első alkotmányát. Nem csoda tehát, hogy a horvátországi háborúban az ellenséges gránátok a Szent Márk teret keresték és találták el a horvát politikai és államépítő öntudat kultuszhelyét, a Báni palotát.